# Aberystwyth
Aberystwyth (IPA: [abɛrˈəstwɪθ], en gal·lès meridional: [abɛrˈəstɔʏθ]) (en català: Desembocadura de l'Ystwyth) és una vila històrica, centre administratiu i destinació de vacances a Ceredigion, País de Gal·les. Molt sovint s'anomena "Aber".
Actualment Aberytswyth ha esdevingut un centre educatiu important de Gal·les. La població autòctona és d'aproximadament 12.000, però té uns 9.232 habitants addicionals (2006) a causa dels estudiants i treballadors associats a la Universitat d'Aberystwyth. Per tant, durant nou mesos de l'any, la població d'Aberystwyth és d'aproximadament 21.000 persones. El primer departament de política internacional del món fou creat a Aberystwyth el 1919.

## Geografia
La vil·la es troba prop de la confluència dels rius Ystwyth i Rheidol, cap a la meitat de la Badia de Ceredigion (Bae Ceredigion en gal·lès). Tot i que el que pot suggerir el nom, tan sols el riu Rheidol passa per la vil·la - el riu Ystwyth només passa pels afores de la ciutat, seguint la reconstrucció del port.
Aberystwyth té un moll i un passeig marítim molt bonic que s'estén des del "Turó de la Constitució", a l'extrem nord del passeig, fins a l'embocadura del port, al sud.

## Breu informació
Aberystwyth és un centre turístic important i un enllaç cultural entre el nord i el sud del País de Gal·les. El "Turó de la Constitució" ofereix molt bones vistes i altres atraccions, des d'on s'hi pot contemplar una bona part del centre de Gal·les, com per exemple les Muntanyes Cambrianes, amb valls plens de boscos i prats que han romàs inalterats durant segles. Un bon accés cap a l'interior és a través del túnel estret i ben conservat del ferrocarril de la Vall de Rheidol. En l'any 2013, la ciutat fou l'escenari de la sèrie de detectius del nom gal·lès "Y Gwyll", o "Hinterland" en anglès. La sèrie va resultar ser molt popular i va ser venuda a alguns canals europeus i americans.